# Scopula preumenes
Scopula preumenes là một loài bướm đêm trong họ Geometridae.